# Psilogramma abietina
Psilogramma abietina är en fjärilsart som beskrevs av Jean Baptiste Boisduval 1875. Psilogramma abietina ingår i släktet Psilogramma och familjen svärmare. Inga underarter finns listade.